# Itsukushima (ö)
Itsukushima (japanska: 厳島?), även känd som Miyajima (japanska: 宮島?, helgedomsö), är en ö i den västra delen av Japanska innanhavet i Japan. Ön är en del av staden Hatsukaichi i Hiroshima prefektur. Ön är bergig och glest befolkad, bara 30,39 km² stor och har cirka 2 000 invånare.
Ön är känd för Shintohelgedomen Itsukushima, som sedan 1996 är med på Unescos världsarvslista. 
Förutom helgedomen finns ett flertal andra sevärdheter, bland annat den fem våningar höga pagoden Goju-no-to och det shingonbuddhistiska templet Daishō-in. På det 535 meter höga berget Mison finns flera tempel och helgedomar.
Asteroid 7852 Itsukushima är uppkallad efter ön.